# Yákov Moshkovski
Yákov Davídovich Moshkovski (en ruso: Яков Дави́дович Мошковский); que nació en la ciudad de Pinsk, en el antiguo Imperio Ruso, actualmente Bielorrusia, el 7 de noviembre de 1905 y falleció en la URSS el año 1939), fue un militar que alcanzó la graduación de Mayor, sirviendo como piloto de pruebas, pionero en el salto de caída libre de la URSS y siendo uno de los fundadores del embrión de las VDV soviéticas.

## Biografía
El padre de Yákov Davídovich Moshkovski era maestro de escuela y le enseñó idiomas, historia, y geografía hasta su muerte, en 1919, al recibir un disparo de disidentes polacos blancos. La familia tenía cinco hijos, dos de los cuales, Mijaíl (1908-2002) y Shabsay (1895-1982), se convirtieron en prestigiosos médicos miembros de la Academia de Ciencias Médicas de la URSS. En 1920 se graduó en la escuela secundaria.

## Carrera militar y paracaidística
En 1920 ingresó en la Escuela de pilotos y observadores de Moscú y en 1926 se graduó en la escuela de vuelo militar de Borisoglebovsk (Conocida actualmente como Escuela V.P. Chkalov).
Estuvo destinado en Gátchina entre 1927 y 1930, siendo considerado un piloto de alto nivel en la Brigada de Aviación de Vorónezh.
En 1930, Moshkovski se ofreció voluntario, junto con Leonid Minov, para realizar unos saltos de exhibición ante la comisión de la Fuerza Aérea del Distrito Militar de Moscú, celebrados en la base de la brigada. El 26 de julio realizó su primer salto en paracaídas y el 2 de agosto encabezó una de las dos patrullas que realizaron el primer curso de paracaidismo reglado en la URSS. Dicha fecha se considera el cumpleaños de las Tropas Aerotransportadas del Ejército Rojo.
En 1931 estuvo destinado en el OSOAVIAJIM; entre 1933-1938 fue director de la Escuela de Paracaidistas.
En 1934 obtuvo el grado de Maestro de paracaidismo de la URSS, con el diploma número 2.
En 1938 fue designado jefe del departamento de deportes del Comité Central del OSOAVIAJIM.
En 1937 participó en el desembarco de la expedición Polo Norte-1, siendo copiloto y responsable de garantizar la expedición de paracaidismo.

## El último salto
En 1939, una comisión médica tuvo que dar su consentimiento para que Yákov pudiese realizar sus últimos diez saltos, debido a las numerosas lesiones de Moshkovski.
Durante un salto de prueba con retardo de apertura realizado en el embalse de Khimki, una fuerte racha de viento hizo que Moshkovski impactase al tomar tierra con un camión y se fracturase el cráneo. Murió un día más tarde sin haber recuperado el conocimiento. Fue su salto número 502.
Actualmente reposa en el Cementerio Novodevichy, en Moscú.

## Premios
Fue condecorado con la Orden de la Estrella Roja en 1935, la Orden de Lenin en 1937, y otras diversas medallas militares.

## Legado y recuerdo
Fue uno de los precursores del paracaidismo deportivo y militar en la Unión Soviética.
Sentó las bases organizativas y de enseñanza de la futura VDV